# Вересоцька сільська рада
Вересо́цька сільська́ ра́да — адміністративно-територіальна одиниця та орган місцевого самоврядування в Куликівському районі Чернігівської області. Адміністративний центр — село Вересоч.

## Загальні відомості
Вересоцька сільська рада утворена у 1919 році.
- Територія ради: 63,35 км²
- Населення ради: 1 226 осіб (станом на 2001 рік)

## Населені пункти
Сільській раді були підпорядковані населені пункти:
- с. Вересоч
- с. Веселе

## Склад ради
Рада складалася з 14 депутатів та голови.
- Голова ради: Гнотенко Андрій Володимирович
- Секретар ради: Коробка Любов Миколаївна

### Керівний склад попередніх скликань
| Прізвище, ім'я, по батькові      | Основні відомості                                                 | Дата обрання | Дата звільнення |
| -------------------------------- | ----------------------------------------------------------------- | ------------ | --------------- |
| Тимошенко Катерина Володимирівна | Сільський голова, 1954 року народження, член Народної партії      | 26.03.2006   | 31.10.2010      |
| Гнотенко Андрій Володимирович    | Сільський голова, 1985 року народження, освіта вища, безпартійний | 31.10.2010   |                 |

Примітка: таблиця складена за даними сайту Верховної Ради України

### Депутати
За результатами місцевих виборів 2010 року депутатами ради стали:

#### За суб'єктами висування
| Суб'єкт висування                 | Кількість обраних депутатів | %    |
| --------------------------------- | --------------------------- | ---- |
| Самовисування                     | 6                           | 42,9 |
| Партія регіонів                   | 5                           | 35,7 |
| Комуністична партія України       | 1                           | 7,1  |
| Політична партія «Сильна Україна» | 1                           | 7,1  |
| Соціалістична партія України      | 1                           | 7,1  |

#### За округами
| № округу                          | Прізвище, ім'я, по батькові   | Дата визнання обраним | Освіта             | Партійна приналежність                        | Відомості про обраного депутата                     |
| --------------------------------- | ----------------------------- | --------------------- | ------------------ | --------------------------------------------- | --------------------------------------------------- |
| Комуністична партія України       |                               |                       |                    |                                               |                                                     |
| 11                                | Косарева Любов Миколаївна     | 02.11.2010            | середня            | позапартійна                                  | пенсіонер                                           |
| Партія регіонів                   |                               |                       |                    |                                               |                                                     |
| 4                                 | Долинець Михайло Григорович   | 02.11.2010            | середня спеціальна | член Партії регіонів                          | Вересоцька загальноосвітня школа I-III ст., кочегар |
| 5                                 | Яблонська Людмила Миколаївна  | 02.11.2010            | середня спеціальна | член Партії регіонів                          | Вересоцька сільська рада, землевпорядник            |
| 7                                 | Примак Ніна Михайлівна        | 02.11.2010            | середня            | член Партії регіонів                          | тимчасово не працює                                 |
| 8                                 | Товстуха Ольга Михайлівна     | 02.11.2010            | вища               | член Партії регіонів                          | Вересоцька сільська рада, касир                     |
| 12                                | Безкоровайна Тетяна Сергіївна | 02.11.2010            | вища               | член Партії регіонів                          | Вересоцька загальноосвітня школа I-III ст., вчитель |
| Політична партія «Сильна Україна» |                               |                       |                    |                                               |                                                     |
| 3                                 | Мурашко Анатолій Миколайович  | 02.11.2010            | середня спеціальна | член Політичної партії «Сильна Україна»       | Куликівське відділення МРП, єгер                    |
| Соціалістична партія України      |                               |                       |                    |                                               |                                                     |
| 2                                 | Лазар Галина Михайлівна       | 02.11.2010            | вища               | позапартійна                                  | Вересоцька сільська рада, головний бухгалтер        |
| Самовисування                     |                               |                       |                    |                                               |                                                     |
| 1                                 | Калюх Валентина Антонівна     | 02.11.2010            | середня            | член Всеукраїнського об'єднання «Батьківщина» | пенсіонер                                           |
| 6                                 | Лаврінець Віктор Григорович   | 02.11.2010            | середня            | член Всеукраїнського об'єднання «Батьківщина» | пенсіонер                                           |
| 9                                 | Шелестюк Ірина Іванівна       | 02.06.2014            | вища               | позапартійна                                  | СФГ «Колос», завідувачка складом готової продукції  |
| 10                                | Середа Наталія Вікторівна     | 02.11.2010            | середня спеціальна | позапартійна                                  | Вересоцька сільська рада, техпрацівник              |
| 13                                | Коробка Любов Миколаївна      | 02.11.2010            | вища               | член Народної партії                          | Вересоцька сільська рада, секретар сільської ради   |
| 14                                | Калюх Віктор Миколайович      | 22.12.2014            | середня спеціальна | позапартійний                                 | тимчасово не працює                                 |